# Wolfgang Schillkowski
Wolfgang Schillkowski (* 3. Juli 1942 in Danzig) ist ein ehemaliger deutscher Hochspringer. Der Teilnehmer an den Olympischen Spielen 1964 wurde mehrfacher Deutscher Meister und hielt mit 2,14 m den deutschen Rekord.
Schillkowski begann seine Laufbahn beim TB Wülfrath. 1962 wurde er erstmals bei den Deutschen Meisterschaften Dritter, 1963 gewann er den ersten von insgesamt drei Deutschen Hallenmeister-Titeln, 1964 den ersten von ebenfalls drei Deutschen Meister-Titeln im Freien. Mit diesem Ergebnis qualifizierte er sich für die Olympischen Sommerspiele in Tokio desselben Jahres. Schillkowski wurde 17. des Wettbewerbes. 1965 übersprang er 2,14 m, was ein neuer deutscher Rekord war. 1966 konnte er bei den Europameisterschaften und den Europäischen Hallenspielen jeweils den Endkampf erreichen; während er im Freien Sechster wurde, konnte er den Vizetitel in der Halle erringen. Am Ende dieses Jahres wechselte er zur Leichtathletikabteilung von Hannover 96, für die er 1967 seinen letzten Deutschen Meistertitel im Freien erringen konnte. 

## Erfolge
- Deutsche Meisterschaften
  - Meister: 1963 (Halle); 1964 (im Freien); 1965 (Halle + im Freien); 1966 (Halle); 1967 (im Freien)
  - Vizemeister: 1964 (Halle); 1966 (im Freien)
  - Dritter: 1962 (im Freien); 1967 (Halle)
- Deutscher Rekord: 2,14 m (15. Oktober 1965)[1]